# Бартоломе Естебан Мурильо
Бартоломе Естебан Мурильо (на испански: Bartolomé Esteban Murillo) е знаменит испански художник, един от най-значителните представители на испанската барокова живопис и глава на севилската школа.

## Биография
Мурильо се учи първо при Хуан де Кастильо. В желанието си за усъвършенстване пристига в Мадрид, където землякът му Диего Веласкес му дава възможност да изучава и копира в кралските дворци произведенията на Тициан, Рубенс, Ван Дайк и Рибера. Със своята майсторска техника Веласкес оказва силно влияние на неговото развитие. Мурильо опознава добре и фламандската живопис.
През 1645 г. се връща в Севиля и скоро получава известност сред съгражданите си с 11 картини – сюжети из живота на известни францисканци, които рисува за местния манастир на францисканския орден. Най-добрите от тези платна сега са разпръснати по различни музеи: „Св. Диего храни бедните“ (Художествена академия Мадрид), „Чудото на св. Диего“, наречена още „Кухнята на ангелите“ (Лувър, Париж), „Смъртта на св. Клара“ (Дрезденска картинна галерия), „Чума“ (Колекция Поцо ди Борго, Париж) и „Св. Диего превръща хляба в рози“ (Колекция Ч. Къртис, Ню Йорк). Още в тези произведения, въпреки известна тежест и рязкост на тона, се проявява яркият колорит и севилският характер на Мурильо, който избира моделите си сред момчетата от улицата и просяците.
Значително по-хармонични са картините „Св. Леандър“ и „Св. Исидор“, нарисувани за Севилската катедрала. Характерни за средния период от творчеството му са „Раждането на Богородица“ (1655 г. Лувър) и „Видението на Св. Антоний Падуански“ (1656 г. в Севилската катедрала). През 1665 г. художникът е зает с работа по севилската църква „Св. Мария Бялата“.
През 1668 г. под четката на художника се ражда шедьовърът „Пресветата Дева в облаците и осем взиращи се в нея светии“ (Севилската катедрала), а през 1670 г. – една от най-добрите му творби в цветово отношение „Светото семейство със св. Елисавета и св. Йоан Кръстител“ (Лувър). От тази година започва най-силният период в творчеството на Мурильо. През 1674 г. той завършва осем големи картини, поръчани му от църквата на болницата „Оспитал де ла Каридад“, изобразяващи примери на християнското милосърдие.
През 1675 – 1676 г. Мурильо рисува повече от 20 картини за капуцинския манастир в Севиля. По това време създава „Непорочното зачатие“, едно от най-добрите изпълнения на този сюжет, който той многократно интерпретира. През 1678 г. рисува няколко картини за севилската болница „Оспитал де лос венераблес сасердотес“.
През 1682 г. художникът започва голяма картина за олтар в Кадис. По време на работата си пада от скелето, поради което е принуден да се върне обратно в Севиля, където умира на 3 април същата година от раните си. Картината в Кадис е завършена от ученика му Осорио.

## Творчество
Мурильо, родоначалник на испанския реализъм от 18 век, рисува подчертано реалистични творби и от живота на простолюдието в Севиля. Известни под името „Децата на улицата“, те изобразяват момчета и момичета, които се хранят, играят, броят дребни монети или продават плодове. Могат да се видят в Лувъра, Старата пинакотека в Мюнхен, Ермитажа, Пушкинския музей в Москва, Галерията в Будапеща и много други. Голяма колекция от негови произведения се съхранява в Прадо в Мадрид. Познатите му творби са над 450.

## Галерия
- „Момчета ядат грозде и пъпеш“
- „Двойна Света Троица“
- „Мадона с молитвена броеница“
- „Благовещение“

|  | Тази страница частично или изцяло представлява превод на страницата „Мурильо, Бартоломе Эстебан“ и страницата Bartolomé Esteban Murillo в Уикипедия на руски и английски език. Оригиналните текстове, както и този превод, са защитени от Лиценза „Криейтив Комънс – Признание – Споделяне на споделеното“, а за творби, създадени преди юни 2009 година – от Лиценза за свободна документация на ГНУ. Прегледайте историята на редакциите на оригиналните страници тук и тук, за да видите списъка на техните съавтори. ВАЖНО: Този шаблон се отнася единствено до авторските права върху съдържанието на статията. Добавянето му не отменя изискването да се посочват конкретни източници на твърденията, които да бъдат благонадеждни. |

1. ↑  1744